# Vid Poteko
Vid Poteko (Celje, 5 de abril de 1991) es un jugador de balonmano esloveno que juega como pívot. Es internacional con la selección de balonmano de Eslovenia. Su primer gran campeonato con la selección fue el Campeonato Europeo de Balonmano Masculino de 2016.
Con la selección ganó la medalla de bronce  en el Campeonato Mundial de Balonmano Masculino de 2017.

## Palmarés

### Celje
- Liga de balonmano de Eslovenia (6): 2014, 2015, 2016, 2017, 2020, 2022
- Copa de Eslovenia de balonmano (6): 2012, 2013, 2014, 2015, 2016, 2017

### Meshkov Brest
- Liga de Bielorrusia de balonmano (2): 2018, 2019
- Copa de Bielorrusia de balonmano (1): 2018

## Clubes
- RK Celje (2010-2017)
- Meshkov Brest (2017-2019)
- RK Celje (2019-2022)
- Frisch Auf Göppingen (2022-2024)